# La Vacariza
La Vacariza (llamada oficialmente O Vacariza) es un lugar situado en la parroquia de Siabal, del municipio español de Paderne de Allariz, en la provincia de Orense, Galicia.

## Demografía
| Gráfica de evolución demográfica de La Vacariza entre 2000 y 2023 |
|                                                                   |
| Datos según el nomenclátor publicado por el INE.                  |